# Duala-Sprachen

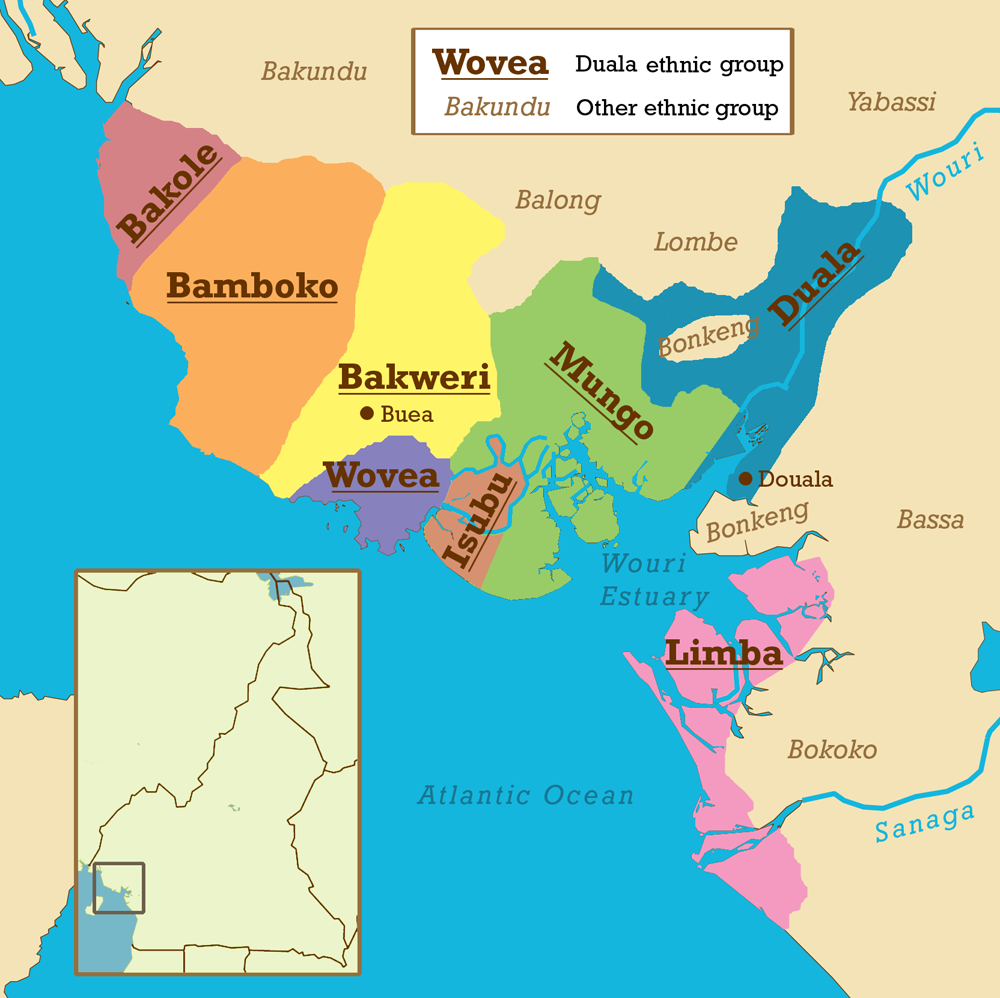
Verbreitung der Duala-Sprachen

Die Duala-Sprachen sind eine Sprachgruppe innerhalb der Guthrie-Zone A der Bantusprachen. Sie wird als Zone A20 klassifiziert und enthält sieben Einzelsprachen, die insgesamt von circa 130.000 Menschen in Kamerun gesprochen werden. 
Die einzelnen Sprachen sind:
- Bakole, ca. 300 Sprecher
- Bubia, ca. 600 Sprecher
- Duala, ca. 88.000 Sprecher
- Isu, ca. 800 Sprecher
- Malimba, ca. 2230 Sprecher
- Mokpwe, ca. 32.200 Sprecher
- Wumboko, ca. 4000 Sprecher